# Machadoporites tantillus
Machadoporites tantillus är en korallart som först beskrevs av Claereboudt och Al Amri 2004.  Machadoporites tantillus ingår i släktet Machadoporites och familjen Poritidae. IUCN kategoriserar arten globalt som otillräckligt studerad. Inga underarter finns listade i Catalogue of Life.